# ピーター・ウィソフ
ピーター・ウィソフ(Peter Jeffrey Kelsay Wisoff、1958年8月16日 - )は、アメリカ合衆国の物理学者、アメリカ航空宇宙局の宇宙飛行士である。ミッションスペシャリストの資格を得て、1993年のSTS-57、1994年のSTS-68、1997年のSTS-81、2000年のSTS-92で、4度宇宙を訪れた。

## キャリア
ウィソフはバージニア州ノーフォークのノーフォーク・アカデミーを1976年に卒業し、1980年にバージニア大学において最優等で物理学の学士号を取った。1982年と1986年にはスタンフォード大学で応用物理学の修士号と博士号を取った。
アメリカ国立科学財団のフェローとして、スタンフォード大学でポスドクを行い、この間に短波レーザーの開発を行った。その後、ライス大学の電子コンピュータ工学部に加わり、新しい真空紫外高強度レーザー源の開発を行った。また彼は、テキサス州医療センターの研究者と協力して損傷した神経の再建へのレーザーの応用についての研究を行い、ライス大学の研究者と協力してレーザーを使用した半導体材料の成長と評価の技術の研究を行った。レーザーやレーザー応用の分野で、学会や学術誌に多くの論文を発表した。2013年10月1日、ウィソフはエド・モーゼスの後任として、ローレンス・リバモア国立研究所の国立点火施設の臨時副所長に任命された。

## NASAでのキャリア

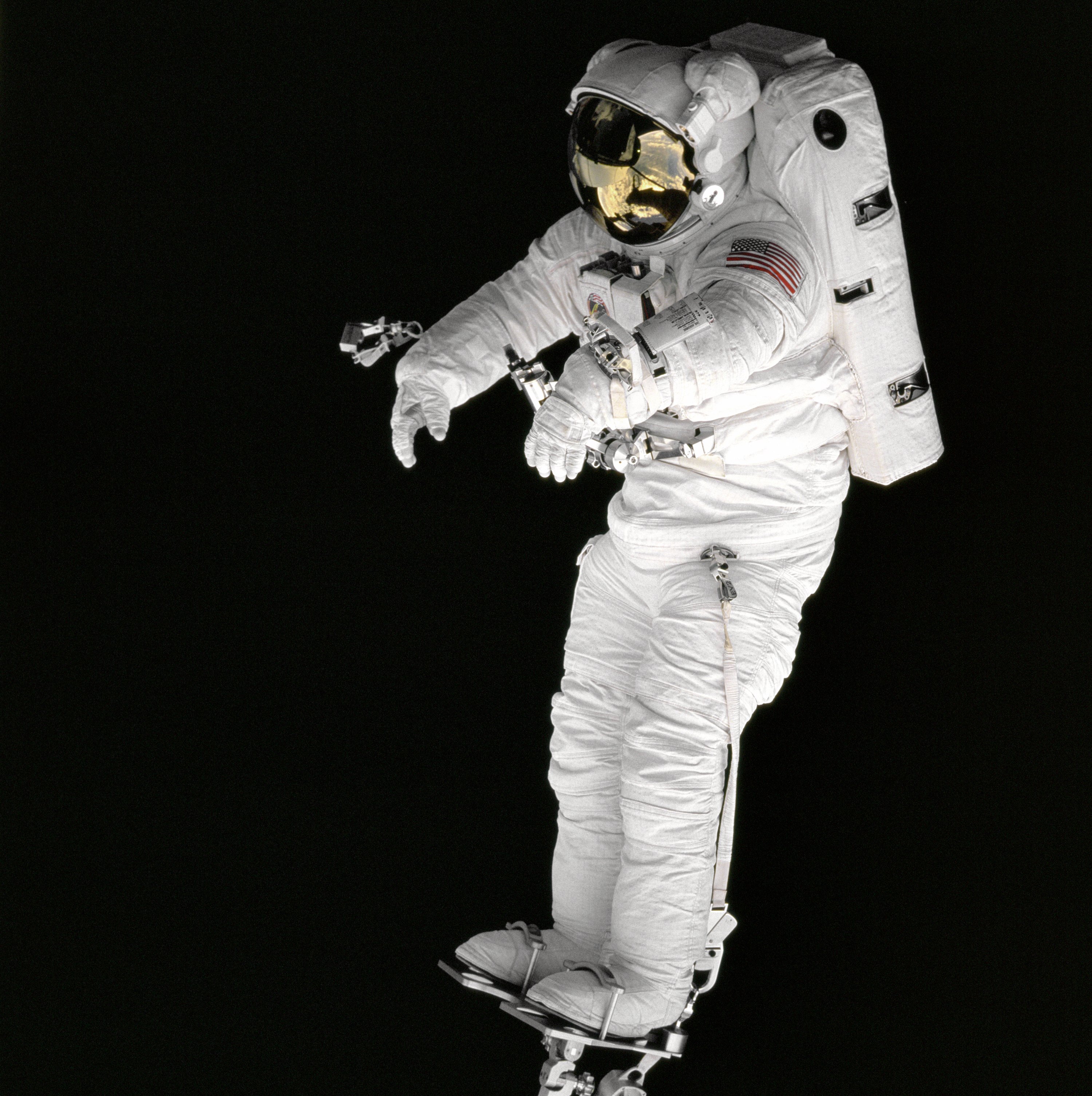
スペースシャトルのロボットアームの先端にいるウィソフ（1993年）

1990年1月にNASAにより選ばれ、1991年7月にウィソフはミッションスペシャリストとして宇宙飛行士になった。管制室でのCAPCOM、シャトル・アビオニクス統合施設での飛行ソフトウェアの検証、乗組員の装備の調整、宇宙ステーション建設のための宇宙遊泳の装備と技術の評価等を行った。1993年のSTS-57、1994年のSTS-68、1997年のSTS-81、2000年のSTS-92で4度宇宙を訪れ、3度で合計19時間53分の宇宙遊泳を含む、44日8時間1分48秒の宇宙滞在を記録した。

### 宇宙飛行経験
1993年6月21日から7月1日まで行われたSTS-57は、打上げも着陸もフロリダ州のケネディ宇宙センターであった。主目的は、シャトル・リモート・マニピュレータ・システムを用いたEURECA衛星の回収であった。さらに、このミッションでは、微小重力実験を行う場となるスペースハブの初飛行が行われ、スペースハブでは、材料、生物分野の22の実験が行われた。ミッションの間、ウィソフは5時間50分の宇宙遊泳を行い、EURECAの通信アンテナをラッチ用に手動で配置するとともに、将来のミッションで用いる宇宙遊泳用の道具や技術等の評価を行った。239時間45分で、地球を155周した。
1994年9月30日から10月11日まで行われたSTS-68では、Mission To Planet Earth (MTPE)の一環として、SIR-C/X-SARと呼ばれる3つのレーダーと一酸化炭素汚染センサMAPSの2度目の打上げとなるSpace Radar Lab-2 (SRL-2)ミッションが行われた。SIR-C/X-SARとMAPSは、一緒にスペースシャトル・エンデバーのカーゴベイから操作され、地表と大気を調査して地表環境のレーダーイメージを作成し、一酸化炭素汚染の生産と移動をマッピングした。乗組員によるリアルタイムでの観測と14000枚以上の写真は、科学者チームがSRLのデータを解釈する手助けとなった。SRL-2ミッションは、長期間の環境及び地質のモニタリングを意図した技術の良い試験となった。269時間46分で地球を183周し、エドワーズ空軍基地に着陸して終了した。
1997年1月12日から22日まで行われたSTS-81では、ロシアの宇宙ステーションミールとの5度目のドッキング、2度目のアメリカ人宇宙飛行士の交代が行われた。また、二次的な実験のためにミッドデッキのロッカースペースにもう1つのスペースハブが設置された。5日間のドッキング中に、3トンに及ぶ食糧、水、実験装置やサンプルが移し替えられた。244時間55分で390万マイルを飛行し、地球を160周して、ケネディ宇宙センターに着陸した。
2000年10月11日から24日まで行われたSTS-92では、ケネディ宇宙センターから打ち上げられ、エドワーズ空軍基地に着陸した。13日間のミッションで、7人の乗組員は、スペースシャトル・ディスカバリーのロボットアームと4度の宇宙遊泳により、国際宇宙ステーションにZ1トラスと与圧結合アダプタ3を取り付けた。この拡張により、将来の組立てミッションが可能となり、最初の乗組員を迎え入れる準備ができた。また、ウィソフは、マイケル・ロペス＝アレグリアとともに、宇宙船から50フィート遠ざかって、セルフレスキュー用推進装置の試験を行う等、2度の合計13時間16分の宇宙遊泳を行った。12日21時間40分25秒で530万マイルを飛行し、地球を202周した。

## 私生活
同僚宇宙飛行士のタマラ・E・ジャーニガンと結婚している。

## 名誉等
- w:NASA Space Flight Medal（1993年、1994年、1997年）
- NCR Faculty Award of Excellence（1989年）
- アメリカ国立科学財団フェロー（1980年-1983年）
- Physics Prize and Shannon Award from the University of Virginia（1980年）
- ファイ・ベータ・カッパに選出（1979年）